# Джон Коннор
Джон Ко́ннор (англ. John Connor; род. 28 февраля 1985 — дата смерти различна в зависимости от фильма) — один из главных персонажей кинофильмов о «Терминаторе». Лидер всемирного сопротивления в войне между человечеством и машинами, последняя надежда человечества.

## Биография
После ядерной войны, которую в недалёком будущем развязал искусственный интеллект министерства обороны США «Скайнет», человечество было порабощено машинами и оказалось на грани уничтожения. Джон стал тем харизматичным лидером, который повёл уцелевших людей на борьбу. Под его руководством армия Сопротивления одержала полную победу к 2029 году. Скайнет, не имея возможности выиграть войну в настоящем, несколько раз посылал в прошлое роботов-убийц (терминаторов), чтобы предотвратить рождение Джона или убить его в юности, или даже предотвратить существование Сопротивления, убив предков некоторых важных людей из Сопротивления.
Будущий отец Джона — солдат Сопротивления Кайл Риз родился в начале XXI века, вскоре после начала Войны и, сам того не подозревая, служил под началом сына. Он вызвался добровольцем, чтобы быть отправленным в 1984 год для защиты от терминатора матери Джона — Сары Коннор. Сара и Риз влюбились друг в друга. Риз погиб, успев сообщить основную информацию о будущей войне.
Сара кардинально изменила свою жизнь, направив все силы на подготовку сына к его судьбе. Она уехала из США в Мексику и затем оказалась в Никарагуа, где обучилась военному делу, научилась обращаться с оружием. Со слов Джона, Сара была готова вступить в связь с каждым, кто мог научить Джона основам военного дела и сделать из мальчика будущего полководца. В начале 1990-х годов Сара и Джон вернулись в Лос-Анджелес. Сара предприняла неудачную попытку взрыва компании «Кибердайн Системс» и была арестована властями. Её посчитали сумасшедшей, и Джон вынужден был поверить, что её рассказы о будущем были плодом больного воображения.
Джону были назначены опекуны — Джанелл и Тодд Войты. Отношения с приёмными родителями у него не сложились: он рос хулиганом и имел проблемы с законом. К этому времени у Джона уже сформировался характер независимого волевого человека. Так продолжалось до тех пор, пока в возрасте 10 лет в 1994/1995 годах Джон не встретил двух терминаторов, которые вновь прибыли из будущего: один чтобы убить его, другой — спасти. Совместными усилиями Сара, терминатор T-800 и Джон взорвали «Кибердайн системс» и уничтожили все следы пребывания терминаторов в настоящем, исключив тем самым появление Скайнет. При этом Джон был вынужден со слезами уничтожить и Т-800, который ему по факту заменил отца.
В альтернативном финале расширенной версии «Терминатора 2» Джон Коннор показан в мирном варианте будущего, спустя 34 года после событий второй части. У него родилась дочь. В книге Р. Фрейкса, написанной по сценарию фильма, сказано, что Джон стал сенатором и добился принятия важных социальных законов.
Однако в «Терминаторе 3» действие пошло иначе: разрушение «Кибердайн Системс» лишь отсрочило создание людьми системы «Скайнет», и из уже изменённого будущего новый Скайнет высылает Терминатора «T-X» для помощи самому себе на начальном этапе «освобождения от человечества». Также в фильме упомянуто, что в 2032 году Джон будет убит терминатором модели «T-850», который затем будет перепрограммирован и послан в прошлое его женой Кейт Брустер для защиты. У Кейт и Джона будут дети, которые тоже сыграют важную роль в Сопротивлении, а сама Кейт, по словам Т-850, помогла Джону на начальном этапе войны организовать Штаб Сопротивления, пользуясь контактами в Армии США, будучи дочерью генерала Роберта Брустера, чьё ведомство и создало Скайнет.
Джон Коннор в фильме показан непосредственно перед началом ядерной войны в 2004 году. Его мать умерла от лейкемии через некоторое время после битвы со вторым терминатором. Судный день не наступил, и Джон предстаёт подавленным и разочарованным человеком, растерявшим свои волевые качества. Он не имеет постоянного места жительства и перебивается случайными заработками. Его вечно мучают кошмары о Судном дне и пришествии терминаторов.
Джон попадает в мотоаварию и вламывается в ветеринарную клинику, чтобы добыть лекарства. Там он встречает бывшую одноклассницу — теперь ветеринара Кейт Брустер, с которой он начал встречаться незадолго до знакомства с Т-800. Узнав, что Судный день был лишь отсрочен, Джон вместе с Кейт и Терминатором решает уничтожить сам Скайнет ради предотвращения войны, как в прошлый раз. Попытка терпит крах, и Терминатор доставляет Джона и Кейт в законсервированное ядерное убежище, где они становятся свидетелями ядерного катаклизма. Джон слышит сообщения уцелевших людей и выходит в радиоэфир, где объявляет себя лидером будущего Сопротивления.
В четвёртом «Терминаторе» Джону 33 года. Он руководит собственным небольшим подразделением сил Сопротивления (Тех Ком), но официальное руководство всей армией осуществляют военные. Несмотря на это, Джон является харизматическим неформальным лидером благодаря тому, что часто выходит в эфир по радио с воодушевляющими речами и к тому же пророчествует важные события войны вроде создания терминаторов, о которых ему заранее известно из записей его матери. Солдаты безоглядно преданы ему, поскольку Джон стремится сберечь жизнь каждого человека. В решающий момент фильма он оспаривает приказ командования, и значительная часть бойцов тоже отказывается его выполнять, продемонстрировав, что больше лояльна Джону, чем формальному командованию. Это помогает Сопротивлению не попасть в ловушку Скайнета, в которой всё официальное командование (считавшее Джона сумасшедшим) было уничтожено.
По сюжету фильма Джон сталкивается с проблемой: он узнаёт, что Скайнет изменил тактику, и вместо него охотится за отцом Джона, Кайлом Ризом (поскольку каким-то образом знает, что он отец Джона), однако сам Коннор его ещё не встречал. Зато Кайла встречает киборг Маркус Райт, бывший когда-то человеком и не знающий о произошедших с ним изменениях. Джон захватывает Маркуса, когда тот подрывается на магнитной мине вблизи его лагеря, и узнаёт от него о том, что Риз находится в концентрационном лагере Скайнета. После ряда событий Джон отпускает Маркуса, чтобы тот помог ему в освобождении Риза из плена, что они с успехом и проделывают. Однако в ходе операции Джон оказывается очень серьёзно ранен в битве с терминатором Т-800 (проткнут металлическим прутом насквозь). Его сердце на грани остановки, а на лице появляются шрамы (те самые, которые можно видеть во 2-й и 3-й частях фильмов, а также в Генезисе), которые почти застывший Т-800 выжег своими раскалёнными манипуляторами-пальцами. Маркус жертвует для операции своё сердце — одну из немногих оставшихся в нём немеханических деталей, и этим спасает Коннору жизнь. В фильме можно видеть, что жена Джона — Кейт Брустер, ставшая медиком сопротивления, находится на позднем сроке беременности.
В пятом фильме «Терминатор: Генезис», который происходит в альтернативной временной линии, события 3-й и 4-й частей игнорируются. Сопротивление под руководством Джона одерживает победу в решающей битве, захватывает машину времени, и Джон отправляет Кайла Риза в 1984 год. Но сразу же после этого Джон подвергается атаке «аватара» Скайнета, спасшегося от уничтожения своего Центрального процессора в Колорадо. Скайнет вводит в Джона нанороботов, которые перестраивают тело Коннора на клеточном уровне, превращая его в терминатора, а именно в новейшую модель T-3000. Воспитание Сары и пережитое за годы выработало достаточно сильную волю, позволившую Коннору пережить процесс, от которого другие умирали. По словам самого Джона, он больше не человек, но в то же время и не машина, а нечто большее. T-3000 практически неуязвим для обычного оружия, но у него есть своя ахиллесова пята: нанороботы, из которых состоит его тело, держатся за счёт магнитного поля, и сильное электромагнитное излучение или влияние магнитов способно на время выводить их из строя. Т-3000 сначала направляет Т-1000 в 1973 год, чтобы тот убил его мать, а после направляется Скайнетом в 2014 год, устраивается на работу в «Кибердайн Системс» и помогает написать код для программы «Генезис» (под личиной которой и скрывается «Скайнет»), а также создать технологию «жидкого металла» (чтобы на службе ИИ сразу же были передовые терминаторы) и машину времени.
Терминаторы направляются в более раннюю точку прошлого, чем прежде, в результате этого меняется биография Сары Коннор и история всех событий становится иной. В новой временной линии Джона Коннора не существует, а Кайл Риз не погибает от руки 1-го Терминатора. Он вместе с Сарой сразу же перемещается в будущее, в 2017 год, чтобы предотвратить новый Судный день. Здесь их встречает Джон/Т-3000. Поначалу ему удаётся завладеть доверием своих родителей, но Папс (перепрограммированный T-800, воспитавший Сару Коннор) сразу разоблачает его. Джон предлагает родителям встать на его сторону, но они отвечают твёрдым отказом. Сара и Кайл пытаются взорвать офис «Кибердайн», чтобы уничтожить «Генезис». И, несмотря на ожесточённое сопротивление T-3000, им удаётся это сделать. Финальное столкновение Джона с Папсом заканчивается тем, что последний затаскивает T-3000 в сферу, являющуюся прототипом машины времени, где Джона разрывает сверхсильным магнитным полем.
В фильме «Терминатор: Тёмные судьбы», который позиционируется как продолжение второй ленты, Джон Коннор ликвидирован в 1998 году в Ливингстоне (Гватемала). Оказалось, что Скайнет отправил множество терминаторов Т-800 в разные периоды времени. Из-за того, что в «Терминатор 2: Судный день» Саре и Джону удалось изменить будущее, уничтожив «Кибердайн», очередной прибывший терминатор, который в первоначальном будущем, вероятно, не успел найти Джона из-за начала Судного дня, теперь его нашёл и убил прямо на глазах матери. Тем не менее всё, что могло стать причиной создания Скайнета, было уничтожено, и Скайнет никогда уже не появился. Через двадцать с лишним лет, в 2020-е годы вместо Скайнета людей атаковал схожий искусственный интеллект «Легион», войну с которым возглавила девушка Дани Рамос. Терминатор Т-800, успешно выполнивший свою задачу, после устранения цели много лет скрывается среди людей, постепенно обретая самосознание и чувство вины за убийство Джона. В результате он начинает тайно информировать Сару о датах и местах прибытия других терминаторов, каждый раз приписывая в конце сообщения «За Джона».
В телесериале «Хроники Сары Коннор», хронология которого намеренно немного изменена по сравнению с хронологией оригинальных фильмов, датой рождения Джона Коннора является 14 ноября 1983 года.

## Исполнители роли
- В оригинальном «Терминаторе» Джон Коннор только упомянут без появления в кадре.
- В «Терминаторе-2» его роль исполнил Эдвард Фёрлонг, а в эпизодах будущего Майкл Эдвардс. Роль двухлетнего сына во сне Сары сыграл Далтон Эбботт — сын Линды Хэмилтон, исполнившей роль Сары Коннор.
- В «Терминаторе-3» первоначально также должен был играть Фёрлонг, но страховые компании отказались иметь с ним дело, и вместо него был приглашён Ник Стал.
- В фильме «Терминатор: Да придёт спаситель» его роль исполнил Кристиан Бейл.
- В фильме «Терминатор: Генезис» роль Джона исполнил Джейсон Кларк.
- В фильме «Терминатор: Тёмные судьбы» роль юного Джона озвучил Аарон Кунитц, а дублёром тела стал Джуд Колли (для этого внешность Эдварда Фёрлонга в подростковом возрасте была воссоздана при помощи цифровых технологий).
- В телесериале «Терминатор: Хроники Сары Коннор» молодого Джона сыграл Томас Деккер.
- В игре Terminator Salvation персонажа озвучил актёр Гидеон Эмери.
- В игре Terminator: Resistance роль Коннора исполнил Эрик Мейерс.